# Tschechische Badmintonmeisterschaft 2008
Die Tschechische Badmintonmeisterschaft 2008 fand vom 1. bis zum 3. Februar 2008 in Prag im Hotel Step statt.

## Medaillengewinner
| Disziplin    | Gold                               | Silber                           | Bronze                             |
| ------------ | ---------------------------------- | -------------------------------- | ---------------------------------- |
| Herreneinzel | Petr Koukal                        | Jan Vondra                       | Jan Fröhlich                       |
| Herreneinzel | Petr Koukal                        | Jan Vondra                       | Pavel Florián                      |
| Dameneinzel  | Kristína Ludíková                  | Martina Benešová                 | Hana Procházková                   |
| Dameneinzel  | Kristína Ludíková                  | Martina Benešová                 | Miroslava Vašková                  |
| Herrendoppel | Stanislav Kohoutek Pavel Florián   | Ondřej Kopřiva Tomáš Kopřiva     | Jan Jirásek Michal Svoboda         |
| Herrendoppel | Stanislav Kohoutek Pavel Florián   | Ondřej Kopřiva Tomáš Kopřiva     | Jiří Skočdopole Martin Osička      |
| Damendoppel  | Hana Procházková Kristína Ludíková | Hana Milisová Eva Titěrová       | Petra Hofmanová Šárka Křížková     |
| Damendoppel  | Hana Procházková Kristína Ludíková | Hana Milisová Eva Titěrová       | Eliška Maixnerová Adéla Molnáriová |
| Mixed        | Pavel Florián Martina Benešová     | Jiří Skočdopole Hana Procházková | Daniel Skrčený Monika Erbenová     |
| Mixed        | Pavel Florián Martina Benešová     | Jiří Skočdopole Hana Procházková | Pavel Drančák Hana Kollarová       |